# St. Sebastian (Atsch)

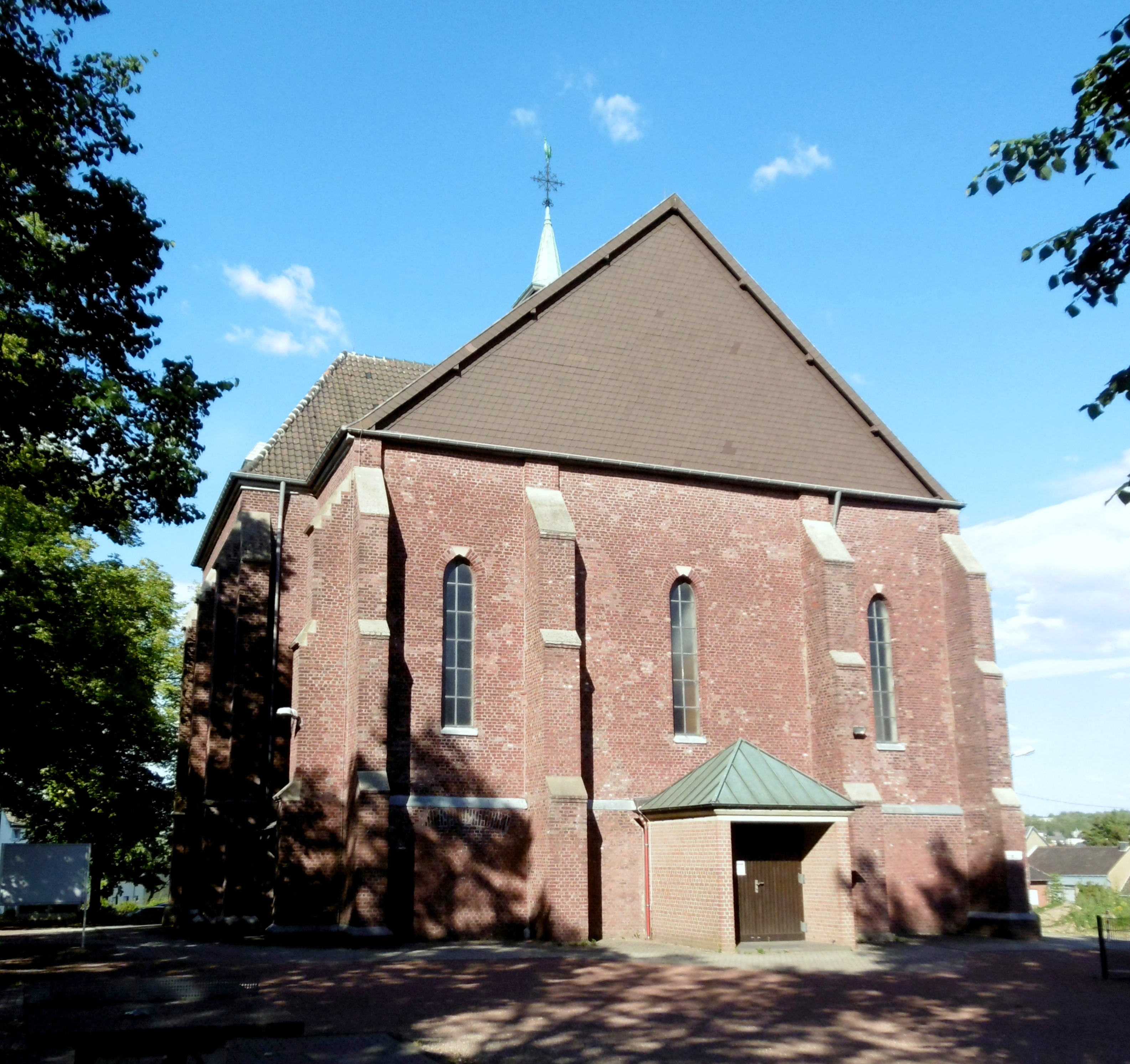
St. Sebastianus in Atsch

St. Sebastian ist die römisch-katholische Filialkirche des Stolberger Stadtteils Atsch in der Städteregion Aachen in Nordrhein-Westfalen.
Die Kirche ist dem hl. Märtyrer Sebastian geweiht und eine Filialkirche der zum 1. Januar 2010 gegründeten Großpfarre St. Lucia Stolberg. Weiterhin ist sie als Baudenkmal in die Liste der Baudenkmäler in Stolberg (Rhld.) eingetragen.

## Lage
Das Kirchengebäude befindet sich im Ortskern von Atsch an der Ecke Sebastianusstraße (L 236) / Pastor-Keller-Straße und wird von einer kleinen Grünanlage umgeben. Südlich neben dem Gotteshaus befindet sich der Katholische Kindergarten.

## Geschichte
Auf dem Gebiet des heutigen Stadtteils Atsch befand sich noch bis in das 19. Jahrhundert ein Waldgebiet. Durch die Industrialisierung entstanden hier im Verlauf des 19. Jahrhunderts Wohnsiedlungen, die schließlich den neuen Ort Atsch bildeten. Bereits für das 15. Jahrhundert ist eine Sebastianuskapelle im Atscher Wald belegt, auf die das heutige Patrozinium der Kirche zurückzuführen ist. 
Im Jahr 1889 gründete sich ein Kirchbauverein, der Geld für eine eigene Kirche in Atsch sammelte. Pfarrlich gehörte Atsch zu dieser Zeit zur Pfarre St. Severin Eilendorf. Die Kirche wurde 1901 vollendet und im gleichen Jahr erhielt Atsch den Status eines Rektorats innerhalb der Pfarre Eilendorf. Eigenständige Pfarrei wurde Atsch schließlich am 1. März 1908.
Die Pfarre Atsch wurde zum 1. Januar 2010 im Zuge der Umstrukturierungsmaßnahmen des Bistums Aachen aufgelöst und mit den ebenfalls aufgelösten Pfarren Herz Jesu Münsterbusch, St. Franziskus Stolberg, St. Lucia Stolberg, St. Hermann Josef Liester, St. Josef Donnerberg und St. Mariä Himmelfahrt Stolberg-Mühle zur neuen Großpfarre St. Lucia Stolberg fusioniert.

## Baugeschichte

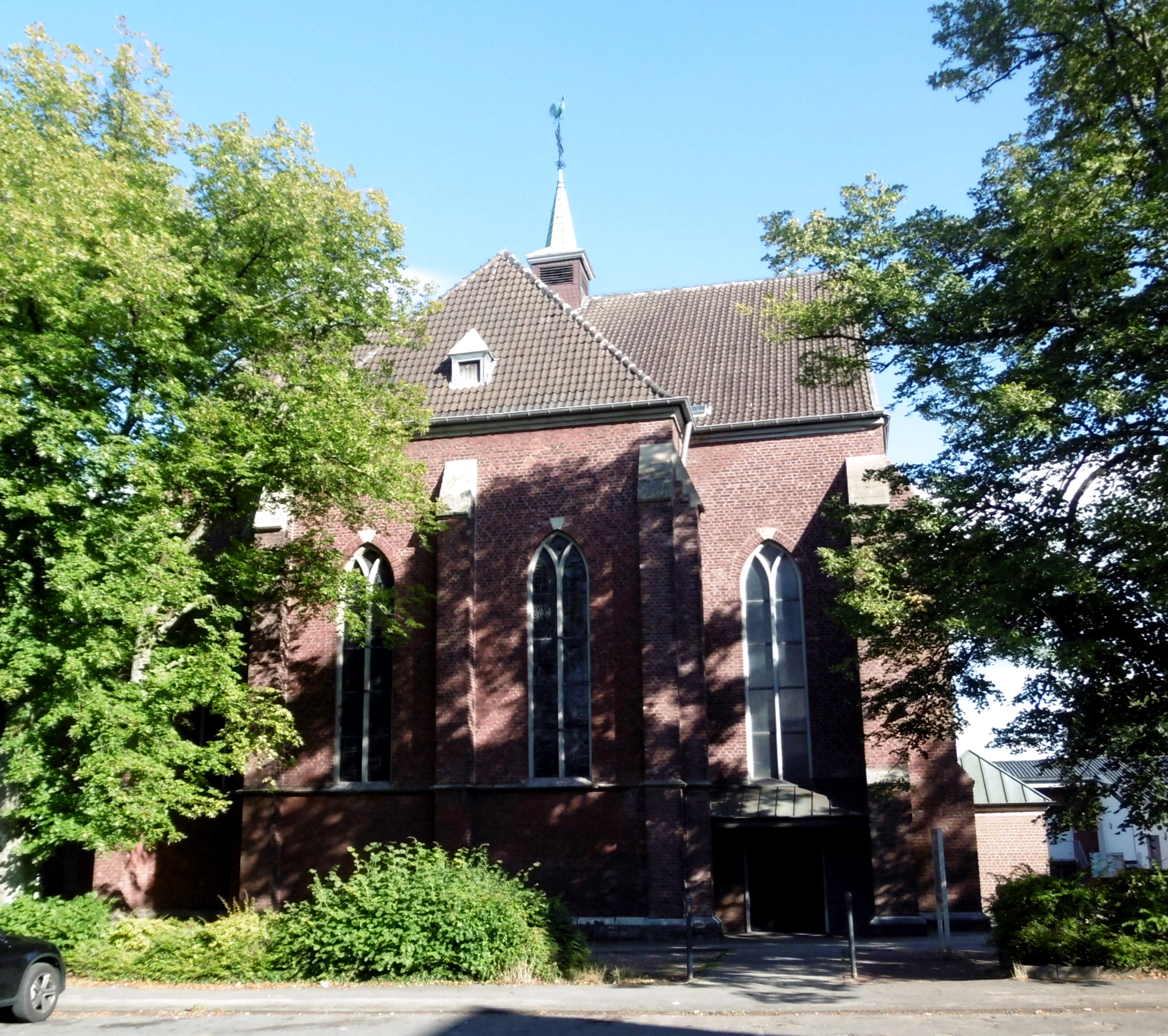
Seitansicht

Nach Gründung des Kirchbauvereins 1889 dauerte es noch 11 Jahre, ehe mit dem Bau der Atscher Kirche begonnen werden konnte. Zwischenzeitlich hatte der Aachener Münsterbaumeister und Architekt Peter Friedrich Peters die Pläne für den Kirchenneubau entworfen, sodass am 2. September 1900 der Grundstein der heutigen Kirche gelegt werden konnte. Geplant war, die Kirche in zwei Bauabschnitten zu errichten. Der erste Bauabschnitt, bestehend aus Chor, Nebenchören, Querschiff und erstes Joch des Langhauses, wurde 1901 fertiggestellt. Am 7. Juli 1901 konnte die erste Heilige Messe gelesen werden. Zum Bau des zweiten Bauabschnittes, der die Errichtung des restlichen Langhauses und des Glockenturms beinhaltete, ist es nie gekommen.
Im Zweiten Weltkrieg wurde die Kirche sehr stark beschädigt. Durch Artilleriebeschuss im September 1944 stürzten alle Dächer sowie alle Gewölbe ein. Der Wiederaufbau war 1950 abgeschlossen. Auf eine Wiederherstellung der Gewölbe wurde verzichtet. Stattdessen wurden flache Holzdecken eingezogen. Die Neueinweihung nach vollendetem Wiederaufbau fand am 3. November 1950 statt. Nach der Liturgiereform des Zweiten Vatikanischen Konzils beschloss man den Innenraum entsprechend umzubauen. Zwischen 1970 und 1971 wurde der Chor mit Altarraum nach den neuen Bedürfnissen nach Plänen von Friedrich Melzener aus Stolberg umgestaltet. Die feierliche Weihe des neuen Altars erfolgte am 4. Dezember 1971.

## Baubeschreibung
St. Sebastian ist eine unvollendete dreischiffige Hallenkirche aus Backstein mit Querhaus im Baustil der Neugotik. Das Bauwerk besitzt über der Vierung einen kleinen Dachreiter. Das Querhaus ist zweijochig, das Langhaus besteht aus nur einem Joch. Die Nebenchöre sind rechteckig und der Hauptchor ist fünfseitig geschlossen. Mittelschiff und Seitenschiffe werden von spitzbogigen Arkaden unterteilt. Der Innenraum wird von Holzbalkendecken überspannt. Die Fenster besitzen alle zweibahniges Maßwerk. Im Innenraum stehen den Gottesdienstbesuchern 120 Sitzplätze zur Verfügung.

## Ausstattung
In der Kirche befindet sich eine moderne Ausstattung. Der Altar ist eine Arbeit von Friedrich Melzener aus Marmor von 1971. Die Orgel besitzt 20 Register und wurde von der Orgelbauanstalt Karl Bach 1957 angefertigt. Von der neugotischen Ausstattung sind nur drei Figuren aus 1900 mit Darstellungen des Herz Jesu, der Muttergottes sowie des hl. Antonius von Padua erhalten geblieben. Die 18 Buntglasfenster sind alle Arbeiten des bekannten Künstlers und Glasmalers Ernst Jansen-Winkeln aus dem Jahr 1963.

## Pfarrer
Folgende Pfarrer wirkten bis zur Auflösung der Pfarre 2010 an St. Sebastian als Seelsorger:
| von – bis | Name                   |
| --------- | ---------------------- |
| 1901–1908 | Karl Gülden (Rektor)   |
| 1908–1928 | Leonhard Otten         |
| 1928–1937 | Heinrich Fins          |
| 1937–1943 | Friedrich Keller       |
| 1943–1967 | Hubert Sahler          |
| 1967–1968 | Johannes Stockebrand   |
| 1969–1986 | Karl Josef van Kück    |
| 1986–2009 | Heinz Arnold Heinrichs |

Pfarrer Friedrich Keller, der zwischen 1937 und 1943 Pfarrer von Atsch war, war im Widerstand gegen den Nationalsozialismus aktiv und wurde deshalb von der Gestapo verhaftet und am 15. Dezember 1941 im KZ Dachau inhaftiert. Dort wurde er am 9. Oktober 1942 entlassen und nach Aachen gebracht, wo er weiterhin inhaftiert war. Am 15. Mai 1943 starb er m Alter von 51 Jahren im Aachener Gefängnis an den Folgen seiner Inhaftierung.